# Тальго
Talgo («Тальго») — испанская вагоностроительная компания, специализирующаяся на производстве междугородних, стандартных и высокоскоростных пассажирских поездов с вагонами сочленённой конструкции. Слово TALGO является испанской аббревиатурой Tren Articulado Ligero Goicoechea Oriol, переводящейся как Сочленённый Лёгкий Поезд Гойкоэчеа и Ориоля (фамилии основателей компании), и наряду с названием компании служит названием семейства выпускаемых ей сочленённых поездов, а также используется испанским железнодорожным оператором RENFE для обозначения обслуживаемых этими поездами междугородних железнодорожных рейсов.
Отличительной конструктивной особенностью поездов Talgo является использование лёгких вагонов небольшой длины и высоты, соединённых между собой по принципу постоянного формирования через расположенные между вагонами общие одноосные колёсные блоки c индивидуальными для каждого колеса осями. Часть поездов выпускается как составы локомотивной тяги, а часть — как электропоезда и дизель-поезда с аналогичными промежуточными вагонами и головными моторными вагонами без пассажирского салона, подобными односторонним локомотивам.

## История
Компания Patentes Talgo была впервые зарегистрирована в 1942 году. Алехандро Гойкоэчеа и Хосе Луис Ориоль являются основателями компании.
В марте 2007 года Тальго продала свою финскую дочернюю компанию по производству подвижного состава Talgo Oy финским инвесторам. Компания, которой Тальго владела всего семь лет, вернулась к своему прежнему названию Transtech Oy. Компания тратит от 10 до 12 процентов доходов на исследования и разработки, но основным источником дохода является испанский железнодорожный оператор Renfe.
Talgo провела первичное публичное предложение на Bolsa de Madrid в мае 2015 года, в ходе которого была оценена в 1,27 млрд евро.
В июле 2015 года компания Talgo заявила о своем намерении отправить поезд серии 9 в Индию за свой счёт в качестве демонстрации на железнодорожном маршруте Мумбаи — Дели.

## Конструкция
Поезда Talgo наиболее известны своими железнодорожными пассажирскими вагонами нестандартной конструкции, в которых используются промежуточные тележки, запатентованные Talgo в 1941 году, аналогичные более ранней тележке Якобса, но при этом имеющие по одному колесу вместо двух.
Колёса установлены попарно, но не соединены осью, а тележки распределены между вагонами, а не под отдельными вагонами. Это позволяет железнодорожному вагону поворачивать на более высокой скорости с меньшим количеством колебаний. Поскольку вагоны не монтируются непосредственно на колёсные тележки, они легче изолируются от путевого шума и вибраций. Поезда Talgo, оснащённые осями переменной колеи, могут при прохождении через специальные пункты смены колеи на ходу менять расстояние между колёсами при переходе с одной колеи на другую — например, на иберийскую колею 1668 мм/европейскую колею 1435 мм на пересечении испано-французской границы.
В 1980 году в семействе Talgo появился поезд с наклоняемым кузовом. Поезд естественным образом наклоняется внутрь на поворотах, что позволяет ему двигаться в них быстрее, не причиняя дискомфорта пассажирам. Система наклона поворачивается вокруг верхней части подвесных колонн над тележками, что частично компенсирует влияние бокового ускорения при прохождении поворотов.

## Деятельность
Производственные мощности компании находятся в Испании и Казахстане. Поезда производства Talgo используют такие операторы железных дорог, как Amtrak (США), Metrovías (Аргентина), Российские железные дороги (Россия), Metro Beijing (КНР), Fertagus (Португалия), Chiltern Railways (Великобритания), Jernhusen (Швеция) и Bochum Trams.
Выручка Talgo за 2023 год составила 652 млн евро, из них 34 % пришлось на Испанию, 42 % — на другие страны Европы, 15 % — на Ближний Восток и Северную Африку, 8 % — на СНГ, 1 % — на Америку.

## Поезда

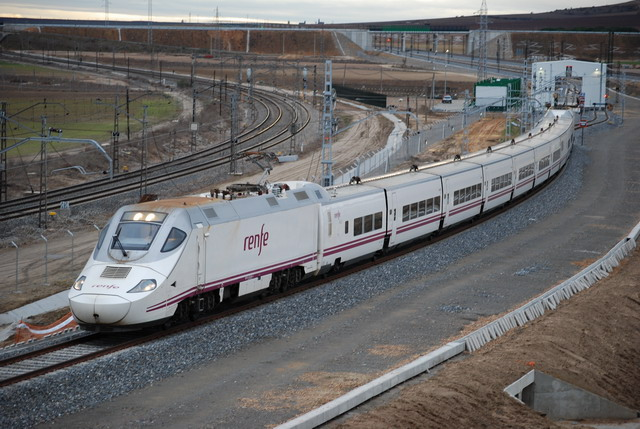
Talgo Renfe Class 130

### Тальго I
Тальго I был построен в 1942 году в Испании. Вагоны были построены в мастерской «Хиджос де Хуан Гарай» в Оньяте, а локомотив был построен в мастерских «Компании де Норте» в Вальядолиде. Он был построен в качестве прототипа и использовался для установления нескольких рекордов скорости на железной дороге. Первый испытательный запуск состоялся между Мадридом и Гвадалахарой, Кастилия-Ла-Манча в октябре 1942 года.

### Тальго II
Вагоны и тепловозы Talgo II были построены в 1950 году на заводе American Car and Foundry (ACF) в США под руководством испанских инженеров. Для этих поездов были созданы специальные однокабинные (односторонние) тепловозы с электрической передачей, которые были собраны ACF с использованием электрических компонентов, изготовленных General Electric.
Talgo II перевозил большую часть пассажиров поезда Jet Rocket между Чикаго и Пеорией, штат Иллинойс, после ввода в эксплуатацию железной дороги Чикаго, Рок-Айленд и Пасифик (линия Рок-Айленд) в 1956 году.
Позже были представлены несколько другие вагоны, и действительно, последний тип Jet Rocket напоминал будущий Talgo III. Центральная железная дорога Нью-Йорка испытывала поезд до 1958 года, но не добилась большого успеха.
Talgo II также был построен для железной дороги Нью-Йорк, Нью-Хейвен и Хартфорд для поезда «Джон Куинси Адамс» из Нью-Йорка в Бостон, штат Массачусетс, и железной дороги Бостон и Мэн для поезда «Скоростной торговец», курсирующего между Бостоном, штат Массачусетс, и Портлендом, штат Мэн. Вскоре после этого поезда Talgo II начали курсировать в Испании и успешно эксплуатировались до 1972 года.

### Тальго III
Вагоны и тепловозы Talgo III поступили в 1964 году. По сравнению с предшественниками, вагоны стали более длинными. Talgo III/RD был оснащён осями с изменяемой шириной колеи, и это позволило 1 июня 1969 года ввести первый сквозной поезд между Барселоной и Женевой, несмотря на разницу в ширине колеи. Такое же оборудование использовалось для барселонского поезда Talgo, который начал функционировать 26 мая 1974 года как первый в истории сквозной поезд, курсирующий между Барселоной и Парижем.

### Тальго Pendular
Talgo Pendular (Talgo IV и Talgo V, также VI и Talgo 200 или 6-го поколения), представленный в 1980 году, был создал как поезд с естественным наклоном, используя пассивную систему, которая наклоняет вагоны без необходимости в электронных датчиках или гидравлическом оборудовании. Колёса установлены на оси, а поверх расположены стойки подвески. Вагоны прикреплены к верхней части подвесных колонн и наклоняются, когда поезд проходит поворот.
В 1988 году Talgo Pendular использовался в США оператором Amtrak на линии Бостон—Нью-Йорк в Соединённых Штатах и на линиях Deutsche Bahn в Германии. Пробные коммерческие перевозки Talgo в США начались в 1994 году между Сиэтлом и Портлендом, а с 1998 года различные поезда использовались в поездах Amtrak Cascades из Ванкувера (Британская Колумбия) на юг в Сиэтл (штат Вашингтон), продолжая движение на юг через Портленд (штат Орегон) в Юджин (штат Орегон).
Пять поездов Talgo IV использовались в Аргентине на железной дороге General Roca, однако с тех пор они были заменены подвижным составом CRRC Dalian, и по состоянию на 2015 год их будущее остается неопределённым.
Поезда серии Talgo 200 также используются в Казахстане для ночного поезда Алматы-Астана.

### Тальго VII
Talgo VII, представленный с 2000 года, используется в качестве локомотивного поезда, а также промежуточных вагонов для Talgo 250, Talgo 350 и Talgo XXI. Вагоны аналогичны Pendular Talgo, но имеют гидравлическую тормозную систему с воздушным управлением и питание от электрического кабеля локомотива вместо дизель-генераторов в концевых вагонах. Поезда Talgo VII имеют вагон с двумя парами колёс в середине состава, как в случае с более ранними поездами Talgo. Все остальные вагоны в составе имеют одну пару колёс.

### Тальго VIII
Пассажирские поезда VIII серии аналогичны серии VII, но предназначены для североамериканского рынка. В 2009 году Тальго заключил соглашение о строительстве производственного предприятия в Висконсине, которое первоначально поставило бы два 14-вагонных поезда для службы Amtrak, пока проект не был отменён. Компания выразила надежду, что завод позже будет использоваться для строительства поездов для других железнодорожных проектов в США.
В начале 2010 года Министерство транспорта штата Орегон объявило, что оно провело переговоры о покупке двух 13-вагонных поездов для использования в железнодорожном Тихоокеанском коридоре северо-запада между Юджином и Ванкувером. Эти поезда были изготовлены в Висконсине и поставлены в 2013 году. В настоящее время работают в коридоре «Каскадс» на северо-западе Тихого океана. Они были интегрированы с пятью существующими составами, находящимися в регулярной эксплуатации. Поезда серии 8 предлагают пассажирам множество современных удобств, включая высокоскоростной Wi-Fi, откидные сиденья и бистро с полным спектром услуг.
В 2014 году штат Мичиган выразил заинтересованность в эксплуатации неиспользуемых Talgo 8 для своего сервиса Amtrak Wolverine. Три года спустя Amtrak предложила арендовать или купить неиспользуемые вагоны после крушения поезда в Вашингтоне в 2017 году. В настоящее время, они находятся на заводе Talgo в Милуоки.

### Тальго 9 (Стриж)
Эта серия, разработанная для России и Казахстана, отличается более широким кузовом и колёсными парами. Существует три версии, с колёсными парами фиксированной ширины 1520 мм, с колёсными парами изменяемой ширины 1520/1435 мм и колёсными парами изменяемой ширины 1520/1676 мм.
В России первые две версии использовались в 2015—2020 годах на линии Берлин — Москва, после 20 марта 2020 года на линии Санкт-Петербург — Москва — Самара. С 10 марта 2022 года все российские поезда выведены из эксплуатации и законсервированы.
Последний успешный тестовый запуск серии Talgo 9 был осуществлён в Индии 10 сентября 2016 года.

### Talgo 250 HSR
Talgo 250 — это двухсистемный электропоезд (переменного и постоянного тока), оснащённый с осями изменяемой шириной колеи. Это позволяет использовать поезда на высокоскоростных линиях европейской колеи и на обычных линиях широкой иберийской колеи. Поезд Talgo 250 состоит из двух головных моторных вагонов электровозного типа, не имеющих пассажирского салона и опирающихся на две собственные двухосные тележки, и 11 промежуточных вагонов Talgo VII. Этот класс был разработан для RENFE (классифицируется как S-130). Один состав (класс 730 RENFE) попал в аварию в Сантьяго-де-Компостела 24 июля 2013 года.
С 2011 года Узбекистанские железные дороги эксплуатирует электропоезда Talgo 250 под брендом Afrosiyob. По состоянию на 2022 год, перевозчик располагает 6 электропоездами данного типа.

### Talgo 250 Гибрид
Гибрид Talgo 250 — это двухсистемный дизель-электропоезд, оснащённый осями с изменяемой шириной колеи. Конструктивно поезд основан на конструкции обычного электропоезда Talgo 250, но вместо концевых пассажирских вагонов за головными находятся дизель-генераторные вагоны без пассажирского салона, которые по высоте схожи с головными ввиду большей массы опираются со стороны головного вагона не на одноосную, а на двухосную тележку. Таким образом, поезд также может работать на неэлектрифицированных линиях. Гибридный поезд Talgo 250 состоит из двух головных моторных вагонов электровозного типа, двух технических концевых вагонов с дизель-генераторами и девяти промежуточных вагонов Talgo VII. Поезда были разработаны для RENFE и первоначально классифицировались как S-130H, позже как S730). Они перестроены из существующих поездов Talgo 250.